# ابن السمان الدمشقي
عبد الباقي بن أحمد الدمشقي المعروف بـابن السَّمّان الدمشقي (1645 - 22 ديسمبر 1677) عالِم موسوعي وأديب سوري عثماني عاش في القرن السابع عشر الميلادي/ الحادي عشر الهجري. برز في عديد من المجالات المختلفة: فقه، حديث، منطق، الفلك، علم العدد (الحساب وخواص الأعداد)، الشطرنج، الأدب والتاريخ. 

## سيرته
هو عبد الباقي بن أحمد بن محمد بن السَّمّان الدمشقي. ولد في دمشق سنة 1055 هـ/1645 م. قرأ الفقه والنحو في دمشق على محمد القلعي. ثم رحل فدخل القاهرة سنة 1071 هـ/1659 م فدَرَس على عبد الباقي بن عبد الرحمن المَقدسي (ت 1078 هـ) وعلی شهاب الدين أبي العباس الحسيني الحموي (ت 1098 هـ).

سافر إلى بلاد الروم وتطوف فيها فدخل كثيراً من أماكنها، زار جزيرة كريت ومدينة سلانيك فتأخذه السلطان محمد الرابع نديماً. ثم أعطى مدرسةً في القسطنطينية للتدريس فيها. ثم تولّى إحدى المدارس الثماني الكبرى التي في القسطنطينية فلم يعش فيها سوى أيام. وكانت وفاته في 27 شوال 1088/ 22 ديسمبر 1677 وهو في الرابعة والثلاثين من العمر.

## في الأدب
إنه كان شاعراً متفنناً في عدد من فنون الشعر. له فيه الفخر والمدح والغزل والوصف والحكمة. «وله قصيدة بارعةٌ جداً وطويلة أيضاً يُعارض بها مُعَلّقة الشاعر الجاهلي امرؤ القيس وهي قصيدةً واضحة المعاني سهلةُ التراكيب حَسَنة الخيال.»

## مصنفاته
- شرح شواهد الجامي
- شرح الأسماء الحسنى
- مُختَصر التهذيب: في المنطق
- سَرِقات الشعراء